# Divico

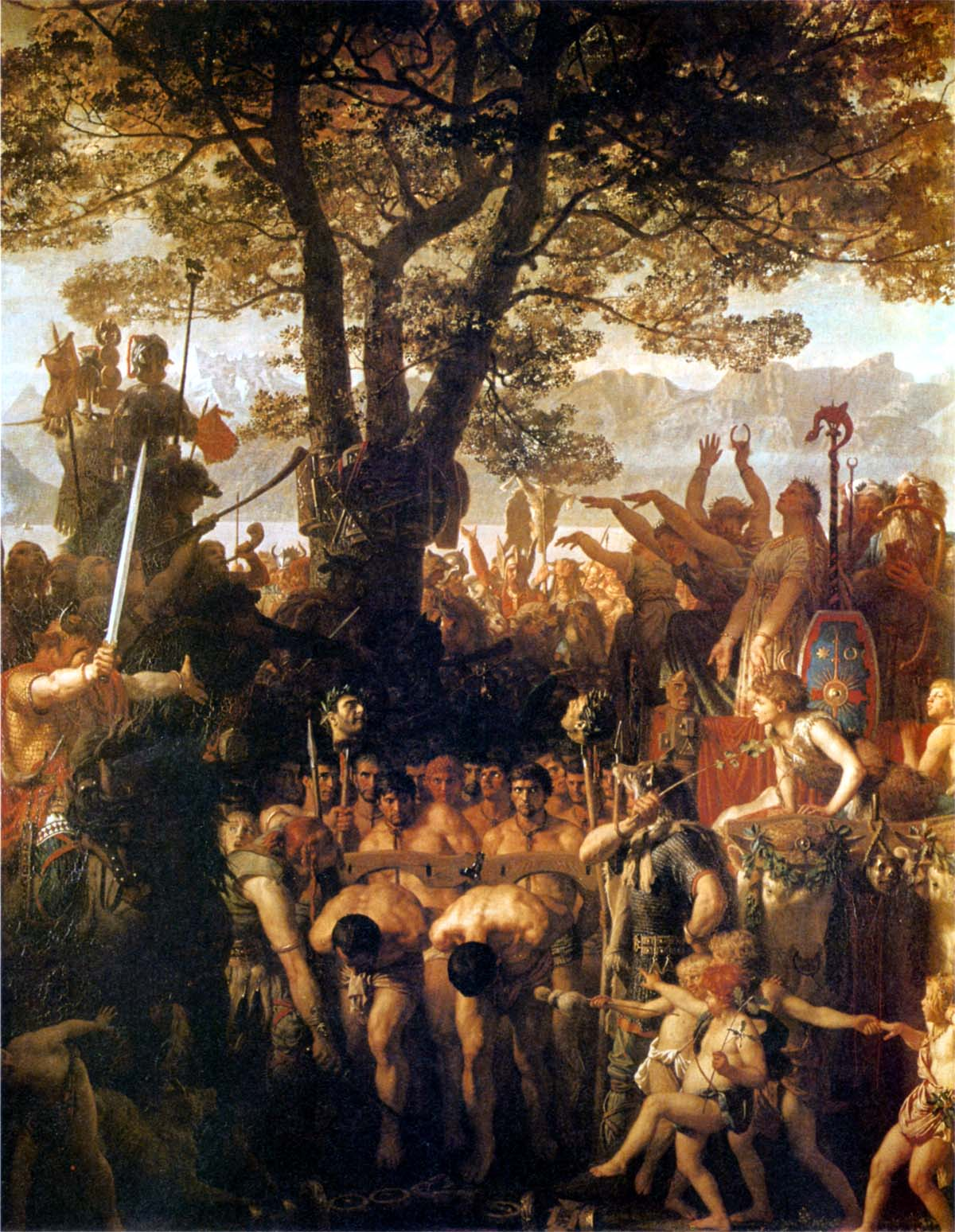
Die Helvetier zwingen die Römer unter dem Joch hindurch ("De Helvetii dwingen de Romeinen om onder het juk te passeren"). Romantisch schilderij van Charles Gleyre (19de eeuw) over de overwinning van de Tigurini onder leiding van Divico op de Romeinen bij Agen (107 v.Chr.)

Divico was een Keltische koning en leider van de Helvetische stam van de Tigurini. Tijdens de Cimbrische Oorlog, waarin de Cimbri en de Teutones het gebied van de Romeinse Republiek binnenvielen, leidde hij in 109 voor Christus de Tigurini over de Rijn om Gallië binnen te vallen. Hij versloeg een Romeins leger bij het hedendaagse Agen op de Garonne. Hij doodde de leiders van dit leger, zijnde Lucius Cassius Longinus en Lucius Calpurnius Piso, tijdens de Slag bij Burdigala in 107 voor Christus. Uiteindelijk leidde hij de stammen van de Helvetii terug naar het hedendaagse Zwitserland waar ze zich vestigden in het Juragebergte bij het Meer van Genève. 49 jaar later leidde hij voor de Slag bij Bibracte, een delegatie naar Gallië om te onderhandelen over een veilige oversteek van de Romeinse provincie van Gallia Transalpina. Zijn vraag werd geweigerd door Julius Caesar, die wraak wou voor zijn familielid Longinus, die gedood was tijdens de Slag bij Burdigala in 107 voor Christus.
Hij mag niet verward worden met de militaire en religieuze leider van een andere Helvetische stam, Diviciacus van de Aedui.